# آيت اشو أو يعقوب (دير القصيبة)
آيت اشو أو يعقوب هي إحدى مشيخات المملكة المغربية، تتبع جغرافيا لإقليم بني ملال وإداريًا لدير القصيبة. يقدر عدد سكانها بـ 6746 نسمة حسب الإحصاء الرسمي للسكان والسكنى لسنة 2004.